# 本間千代吉 (2代)

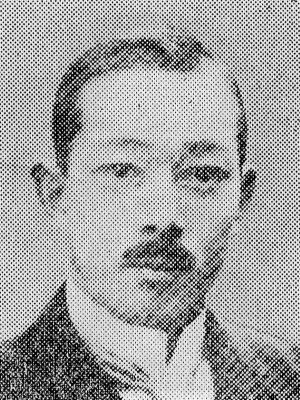
本間千代吉 (2代)

2代 本間 千代吉（ほんま ちよきち、1888年〈明治21年〉6月25日 - 1959年〈昭和34年〉7月6日 / 7月16日）は、大正から昭和時代の政治家、実業家、武道家。貴族院多額納税者議員。幼名・仙八 / 千八、名は応義（まさよし）。

## 経歴
群馬県佐位郡市場村（赤堀村、赤堀町を経て現伊勢崎市）で、剣道範士本間三郎の二男として生まれる。1907年（明治40年）東京府の錦城中学校を卒業、中央大学を中退。
伯父の初代千代吉の養子となり、1917年（大正6年）家督を相続し2代千代吉を襲名した。1917年以降、上毛貯蓄銀行、群馬県農工銀行、伊勢崎銀行、群馬銀行、粕川水電などの重役を歴任したほか、赤堀村農会長、同村会議員などを務めた。1925年（大正14年）群馬県多額納税者として貴族院議員に互選され、同年9月29日から1932年（昭和7年）9月28日まで在任した。
1934年（昭和9年）勲四等瑞宝章、1942年（昭和17年）紺綬褒章受章。ほか、武道家として本間念流を継承し、鍛錬館長となった。
没後剣道範士の称号を贈られる。